# Raionul Cernovăț, județul Jugastru
Raionul Cernovăț a fost unul din cele patru raioane ale județului Jugastru din Guvernământul Transnistriei între 1941 și 1944.